# Hadena inexpectata
Hadena inexpectata là một loài bướm đêm trong họ Noctuidae.